# Něpa
Něpa (rusky Непа) je řeka v Irkutské oblasti v Rusku. Je dlouhá 683 km. Povodí řeky má rozlohu 19 100 km².

## Průběh toku
Pramení na Angarském krjaži a teče v hluboké dolině. Její tok je členitý. Ústí zleva do Dolní Tunguzky (povodí Jeniseje).

## Vodní režim
Zdrojem vody jsou převážně sněhové srážky. Průměrný roční průtok vody u vesnice Tokma na horním toku činí 20 m³/s. Zamrzá v říjnu a rozmrzá ve druhé polovině května.

## Využití
Je vhodná pro plavení dřeva.